# Nowa ekonomia keynesowska
Nowa ekonomia keynesowska – szkoła myśli ekonomicznej we współczesnej makroekonomii, będąca rozszerzeniem keynesizmu.

## Tło historyczne
Opublikowana w 1936 roku przez Johna Maynarda Keynesa praca Ogólna teoria zatrudnienia, procentu i pieniądza dała początek gwałtownemu rozwojowi nauk makroekonomicznych i miała znaczący wpływ na formułowanie polityki gospodarczej na świecie. Dominacja keynesizmu trwała do lat 70. XX wieku, kiedy znaczące kryzysy gospodarcze we wiodących gospodarkach światowych oraz krytyka ze strony ekonomistów takich jak Milton Friedman czy Robert Lucas znacząco zmniejszyły jej znaczenie i popularność. Terminem nowa ekonomia keynesowska określa się rozpoczęte w latach 80. próby odpowiedzi zwolenników keynesizmu na te zarzuty poprzez modyfikację oryginalnych idei keynesowskich.
Główną różnicą i kością niezgody pomiędzy ekonomistami reprezentującymi nurt klasyczny i nową ekonomię keynesowską jest tempo, z jakim ceny i płace dostosowują się do zmieniających warunków gospodarczych. Podczas gdy ekonomiści z nurtu klasycznego uznają swobodę i łatwość szybkiego dostosowywania się cen i płac do nowych warunków, w nowej ekonomii keynesowskiej zakłada się ich lepkość.
Inną ważną charakterystyką nowej ekonomii keynesowskiej jest próba opracowania nowych teorii bezrobocia w oparciu o hipotezę płac proefektywnościowych.